# Спилка
Спилка (Спілка с укр. — «Союз») — украинский социал-демократический союз, созданный в 1900 году, оформился, как партия в начале 1905 года на конференции Революционной украинской партии из её наименее националистических элементов. Сразу же после своего образования «Спилка» вошла в состав Российской Социал-Демократической Рабочей Партии (РСДРП) с автономными правами, на правах союза комитетов партии.
Раскол в РУП произошёл в результате разногласий взглядов на национальные вопросы и отношение к РСДРП. «Спилка» была против политической автономии Украины и национально-культурной деятельности большинства членов РУП, которых «Спилка» обвиняла в «буржуазном радикализме», «национализме» и постулате «независимой Украины». В то же время «Спилка» стремилась к созданию централизованной пролетарской партии всей России. «Спилка» тесно сотрудничала с деятелями РСДРП, маневрируя между меньшевиками и большевиками и еврейским Бундом. Опираясь на интернациональные кадры, главным образом, еврейского происхождения, и обращаясь к пролетариату, большей частью бессознательного, «Спилка» сначала имела лучшую организацию и большее влияние на крестьянские массы, чем РУП — УСДРП. Среди членов Союза, кроме национально сознательных украинцев, были также деятели, которые относились нейтрально (П. Тучапский) или даже враждебно к украинскому национальному движению (И. Кириенко), а также русские и евреи.
Позже перешла на позиции меньшевистской организации. Работа «Спилки» первое время протекала исключительно среди крестьянства и только во время революции 1905—1907 годов, после слияния с так называемой «провинциальной организацией», охватывавшей города и местечки, её влияние начало распространяться и среди городских рабочих Украины. Руководила крестьянскими и рабочими забастовками, ведя острую борьбу с УСДРП, склоняя на свою сторону членов РУП. Наибольший успех «Спилка» имела во время выборов во II и III Государственную Думу, когда получила значительное число депутатов. После победы реакции в Российской империи в 1907 среди членов «Спилки» начались аресты; ряд руководящих её членов был осуждён и сослан (А. Риш, Р. Рабинович, И. Сорокер, Г. Ткаченко и др.). В 1908 «Спилка» перенесла свой центр за границу, создав «группы содействия» во Львове, Вене, Париже, Женеве, Цюрихе.
К концу 1908 года «Спилка» официально перестала существовать. Тем не менее, её центральный орган ежемесячник «Правда» (прекративший временно своё существование) начал издаваться снова, заручившись согласием более левой части членов «Спилки». Издавал нелегальную газету «Правда: Рабочая газета», предназначавшуюся «для широких рабочих кругов» и выходившую с октября 1908 до апреля 1912 года сначала в Женеве и Львове, а затем — в Вене Лев Троцкий; международный отдел вёл Адольф Иоффе, а в 1910 году на короткий срок фактически стала органом ЦК РСДРП.
«Спилка» издала ряд пропагандистских брошюр на украинском и русском языках.
В 1913 полностью прекратила деятельность, и не восстановила её в 1917 году.
В числе лидеров «Спилки» были Ю. Меленевский, А. Скоропись-Иолтуховский, В. Довженко, П. Краг, П. Тучапский, Ю. Ларин, А. Риш, А. Подольский (Гойхберг), С. Соколов, С. Завадский, В. Перекрестов и другие.